# Siren (álbum)
Siren é o quinto álbum de estúdio do grupo britânico de art rock Roxy Music.
| Críticas profissionais                                                      | Críticas profissionais |
| Avaliações da crítica                                                       | Avaliações da crítica  |
| Fonte                                                                       | Avaliação              |
| --------------------------------------------------------------------------- | ---------------------- |
| allmusic                                                                    | [ 2 ]                  |
| Esta tabela precisa de ser acompanhada por texto em prosa. Consulte o guia. |                        |

## Faixas
Lado A
1. "Love Is the Drug" – 4:11
2. "End of the Line" – 5:14
3. "Sentimental Fool" – 6:14
4. "Whirlwind" – 3:38

Lado B
1. "She Sells"  – 3:39
2. "Could It Happen to Me?" – 3:36
3. "Both Ends Burning" – 5:16
4. "Nightingale" – 4:11
5. "Just Another High" – 6:31

## Créditos
- Bryan Ferry – vocal, teclado.
- Andy Mackay – oboé, saxofone.
- Paul Thompson – bateria.
- Phil Manzanera – guitarra.
- Eddie Jobson – violino, sintetizador, teclado.
- John Gustafson – baixo.